# RMB Chivenor

i7
i11
i13
Der Royal Marines Base Chivenor (kurz RMB Chivenor, ICAO-Code: EGDC) ist ein Militärflugplatz des Vereinigten Königreichs in Devon im Südwesten Englands. Er dient heute als ein Stützpunkt der britischen Royal Marines. Er liegt westlich des Dorfes Chivenor zwischen Barnstaple und Braunton am nördlichen Ufer der Mündung des River Taw. Er besaß ursprünglich drei befestigte Start- und Landebahnen, von denen jedoch heute nur noch die Bahn in Ost-West-Richtung genutzt wird.

## Geschichte
Die Ursprünge des Flugplatzes reichen bis in die 1930er Jahre zurück, als in der Nähe der heutigen Basis ein kleiner ziviler Flugplatz entstand.

### RAF Chivenor
Das Areal wurde nach Ausbruch des Zweiten Weltkrieges im Mai 1940 von der Royal Air Force (RAF) übernommen. Die Royal Air Force Station Chivenor (kurz RAF Chivenor) wurde von ihr zunächst als Schulflugplatz des Coastal Command genutzt.
Im Jahr 1942 wurde Chivenor eine Einsatzbasis für U-Boot-Patrouillen über der Biskaya im Rahmen der Atlantikschlacht. Die hauptsächlich eingesetzten Luftfahrzeugmuster waren Beaufighter und Wellington. Letztere wurden u. a. auch von je einer kanadischen und polnischen Staffel geflogen.
Nach dem Krieg diente die Station zwischen Oktober 1946 und Juli 1949 als Schulstation des RAF Fighter Commands und war anschließend Standort von Beobachtungsflugzeugen des späteren Army Air Corps und Ausgangsbasis von Kampfflugzeugverlegungen in den Mittleren und den Fernen Osten.

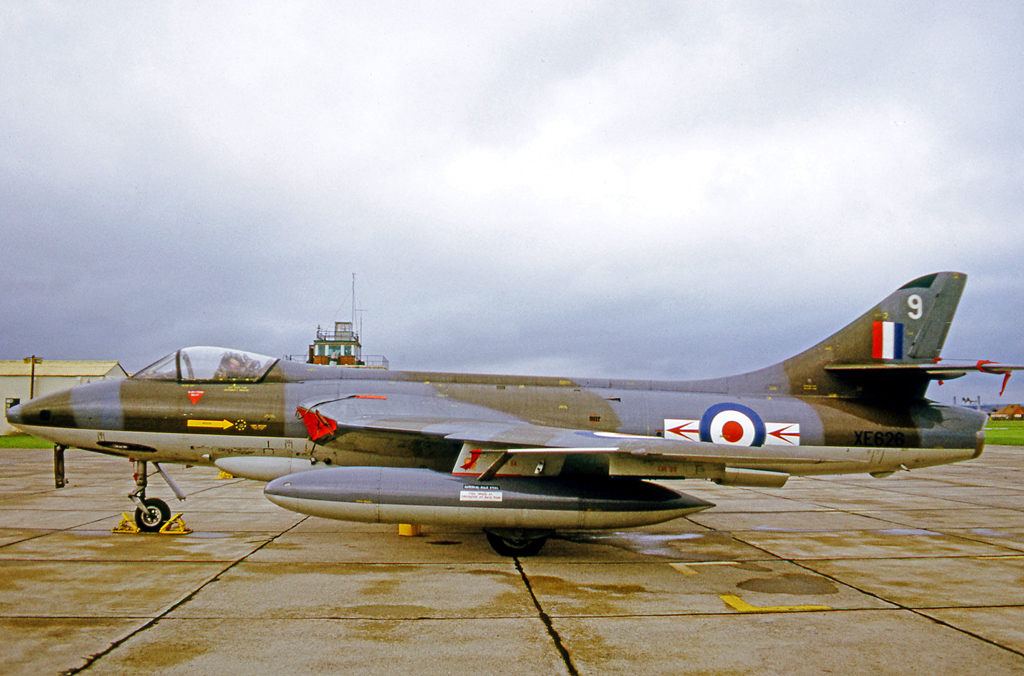
Hunter FR.10, 79. Squadron/229. OCU, RAF Chivenor, 1971

Seit Mitte 1955 diente die Station hauptsächlich als Trainingsplatz, insbesondere der Waffenschulung. Zunächst lag hier jedoch die Umschuleinheit, Operational Conversion Unit (OCU), für die Hawker Hunter. Ab 1957 lagen hier zwei Hunter-Staffeln, deren Aufgabe im Frieden die Waffenschulung war. Die letzte hier stationierte Huntereinheit war
die Singapore Operational Training Flight, die Umschuleinheit für die Republic of Singapore Air Force.
Seit Juni 1957 war Chivenor daneben auch Basis für SAR-Hubschrauber, zunächst des Typs Sycamore HR.14 . Ab 1967 wurde der Wessex HAR.2 geflogen, der seinerseits Mitte der 1990er Jahre durch die Sea King Mk.3A abgelöst wurde.
Im Jahr 1974 wurde die Station geschlossen und lediglich von einigen Segelflugzeugen des RAF-Nachwuchses genutzt. In den Jahren 1979 und 1981 wurde Chivenor nach erfolgter Modernisierung Heimat der No. 2 Tactical Weapons Units (TWU) mit zwei Reserve-Staffeln BAE Hawk, der 63. und 151. Squadron. Die Einheit wurde 1992 in No. 7 Flying Training School umbenannt und die beiden Hawk-Staffeln übernahmen die Nummern bisheriger Einsatzstaffeln der RAF Germany. Die 19. und 92. Squadron waren zuvor Phantom-Staffeln in Wildenrath und davor Lightning-Staffeln in Gütersloh, die sich bis zur deutschen Wiedervereinigung 1990 die QRA-Aufgabe für den Norden der Bundesrepublik geteilt hatten. Die Hawks verließen Chivenor 1994, als die No. 7  mit der No. 4 Flying Training School in RAF Valley verschmolzen wurde.

### RMB Chivenor
Die Einrichtung wurde 1995 an die Royal Marines übergeben. Sie wurde als Royal Marines Base Chivenor Heimat eines Logistik-Regiments der Marineinfanterie und eines Pionier-Regiments.
Die RAF hatte hier neben der Segelfluggruppe mit Grob G 109-Motorseglern noch jahrelang einen Schwarm SAR-Hubschrauber, die 'A'-Flight der 22. Squadron mit zwei Sea Kings stationiert. In Folge der Privatisierung der britischen Luftrettung flogen die Rettungshubschrauber Anfang Oktober 2015, ihren letzten Einsatz, den letzten überhaupt eines RAF Sea Kings im Vereinigten Königreich. Zu Trainingszwecken für die noch bis Ende März 2016 auf den Falklandinseln eingesetzten RAF Sea Kings wurden hier jedoch noch die dafür benötigten Crews einige Monate weiter ausgebildet.
Der Flugplatz wird daneben regelmäßig von den verschiedenen Luftfahrzeugen, insbesondere Helikoptern und Transportflugzeugen, der britischen Streitkräfte angeflogen.
Der RMB Chivenor untersteht auch das auf dem südlichen Flussufer schräg gegenüber südwestlich liegende Arromanches Camp. Die Kaserne beherbergt die Amphibious Trials and Training Unit.